# Ghanima Atréides
Ghanima Atréides est un personnage du cycle de Dune, de Frank Herbert.
Ghanima Atréides est la fille de Paul Muad'Dib et de Chani, et la sœur jumelle de Leto. Ils sont les héritiers du trône impérial, ils possèdent le tempérament Fremen. En langage Fremen, « ghanima » signifie « prise de guerre, objet acquis pendant la bataille ». En arabe, le mot Ghanīma signifie « Butin de guerre », « Prise de guerre », exactement comme dans le roman. Il s’agit donc d’un mot arabe qui est parvenu intact jusqu’aux Fremen, vraisemblablement grâce à leurs origines Zensunni.

## Biographie
Comme son frère jumeau Leto et sa tante Alia, Ghanima est une pré-née. Sa mère ayant pris de fortes doses de Mélange lorsqu’elle était enceinte. Ainsi dès leurs naissances, Ghanima et Leto possèdent les pouvoirs d’une Révérende Mère. Ils sont capables d’invoquer la mémoire de leurs aïeux (hommes et femmes) et ont la connaissance Bene Gesserit.
La possession par un ancêtre, ou Abomination, est un grand danger pour les pré-nés. Mais l’esprit de sa mère la protège de l’assaut des fantômes du passé. Sainte Alia du couteau n’a pas eu cette chance.
Ghanima et Leto partagent une relation singulière, ils travailleront ensemble à la création du Sentier d'Or que leur père avait fui.
Pour créer le Secher Nbiw, le Sentier d’Or, Leto et Ghanima vont tenter une expédition secrète à travers le désert. Mais un couple de tigres tueurs dressés et offerts par la maison Corrino se lance à la poursuite des deux enfants et tente de les tuer. 
Les jumeaux parviennent à survivre à l’attaque des fauves, mais Ghanima est blessée et ne peut poursuivre la quête aux côtés de son frère. Elle retourne donc au Sietch Tabr. Cependant afin de protéger son frère d’une autre tentative de meurtre, elle prétend que celui-ci est mort, victime des tigres laza. 
Afin de rendre son mensonge suffisamment crédible pour tromper une Diseuse de Vérité, la jeune fille s’auto-hypnotise jusqu’à être elle-même persuadée de la mort de son frère. C’est donc le cœur brisé qu’elle retourne auprès d’Irulan et de sa tante. Mais ces dernières tentent de lui faire accepter de se fiancer à Farad'n, le prince héritier de la maison Corrino. Cette manœuvre politique destinée à prendre le contrôle de la maison rivale de celle des Atréides ne convient pas du tout à Ghanima qui clame que « l’on ne peut laver le sang d'un frère ». Si elle consent finalement à annoncer ses fiançailles avec Farad'n c'est avec la ferme intention de le tuer le soir de ses noces et de venger son frère.
Il est important de préciser que Farad'n n’a absolument rien à voir avec la tentative d’assassinat des jumeaux royaux. L’instigatrice de ce complot est sa mère, la princesse Wensicia, sœur cadette d’Irulan, prête absolument à tout pour récupérer le trône de son père.
Le jour des fiançailles de Ghanima avec l’héritier de la maison Corrino, Leto revient auprès de sa sœur, plus puissant que jamais. Grâce à ses nouveaux pouvoirs acquis durant son voyage, il renverse la régence de sa tante et prend place sur le trône impérial, Ghanima à ses côtés. À des fins politiques, il épouse Ghanima, mais offre à Farad'n de devenir le compagnon de sa sœur et le père de la lignée royale des Atréides, étant donné qu'à la suite de la mutation qu’il a subie dans le désert, Leto ne peut plus procréer. 
Ghanima accepte Farad'n comme compagnon et témoigne rapidement de la tendresse à son égard.